# فيلقية درانكورتية
فيلقية درانكورتية (الاسم العلمي: Legionella drancourtii) هي نوع من البكتيريا يتبع جنس الفيلقية من الفصيلة الفيالقية.
سميت نسبة إلى ميشال درانكورت (بالإنجليزية: Michel Drancourt) وهو خبير ميكروبيولوجي فرنسي وافر المساهمة في تفسير التنوع وطبيعة البكتيريا داخل الخلايا ذات الأهمية الطبية.